# Música de la Xina
La música de la Xina és el conjunt de tradicions i cultura relacionades amb la música a la Xina. Per tant, inclou tant la música vinculada a l'ètnia Han com a les minories ètniques dins del territori històric xinès, a més de la música produïda per persones d'origen xinès a fora del país fent servir instruments xinesos tradicionals o en la llengua xinesa. Cobreix una gamma altament diversa de música des de l'antiguitat fins al nostre temps.
Els diferents tipus de música han estat documentats en fonts històriques xineses des dels períodes primerencs de la civilització xinesa que, juntament amb diverses troballes arqueològiques, han proporcionat àmplies evidències de la cultura musical xinesa des de la dinastia Zhou (1122 aC – 256 aC). Tot i així, els primers instruments musicals de la Xina daten dels volts de l'any 6.000 aC. Amb els anys, la música d'aquesta regió de l'Àsia oriental va anar desenvolupant-se a través de noves formes que han acabat conformant, en el seu conjunt, el ric patrimoni musical de la Xina en l'actualitat que es manté viu i en constant creixement.

## Història

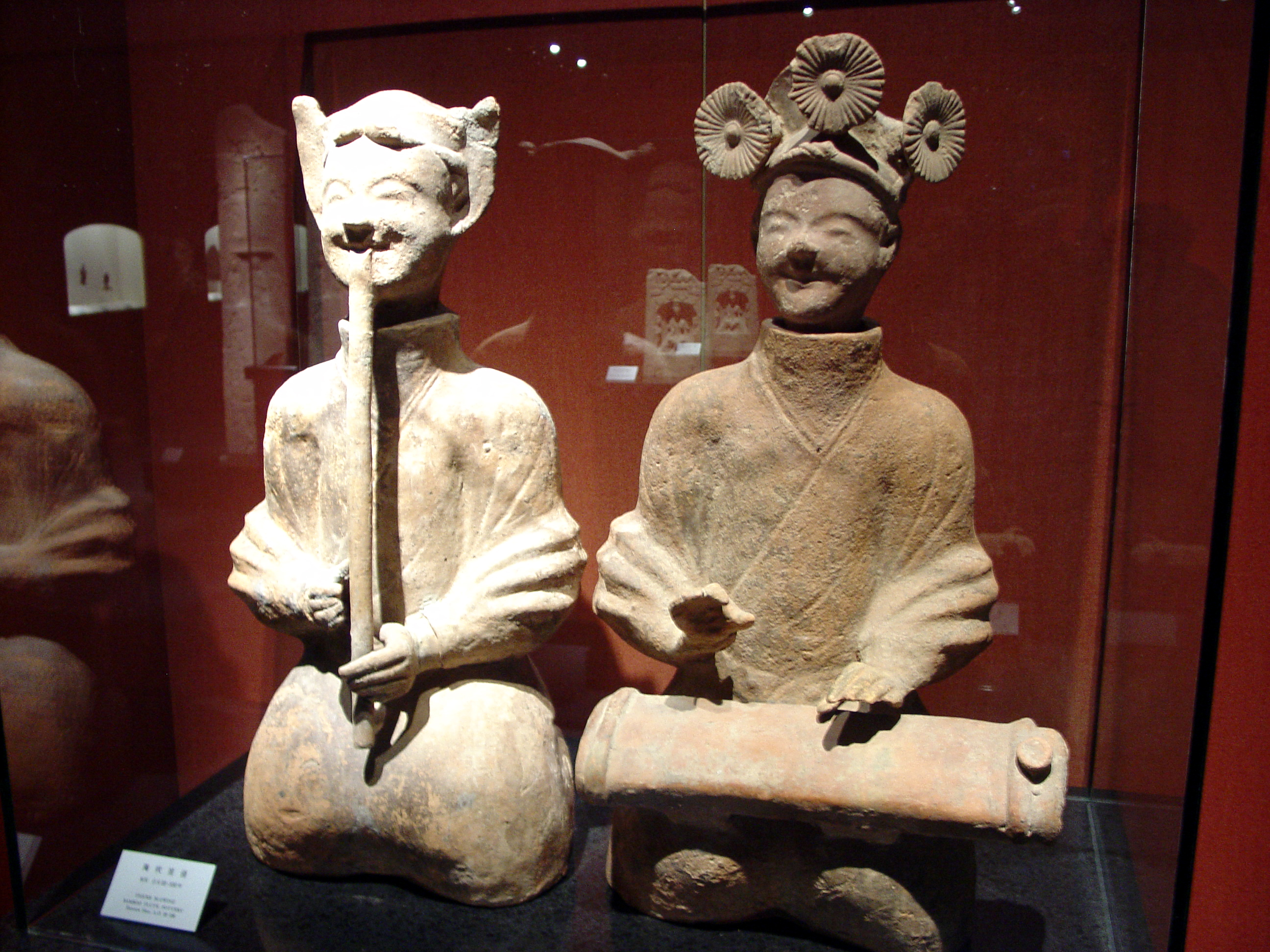
Estàtues ceràmiques xineses de la dinastia Han Oriental (25 dC – 200 dC) que mostren dos músics tocant una flauta de bambú i un instrument de percussió. Museu de Xangai.

Segons la mitologia xinesa, el creador de la música en mitologia fou Ling Lun que, a petició de l'Emperador Groc, va idear un sistema musical a base de tubs de bambú afinats per coincidir amb el so de diversos ocells, incloent-hi el fènix. El resultat fou una escala de dotze tons.

### Història primerenca

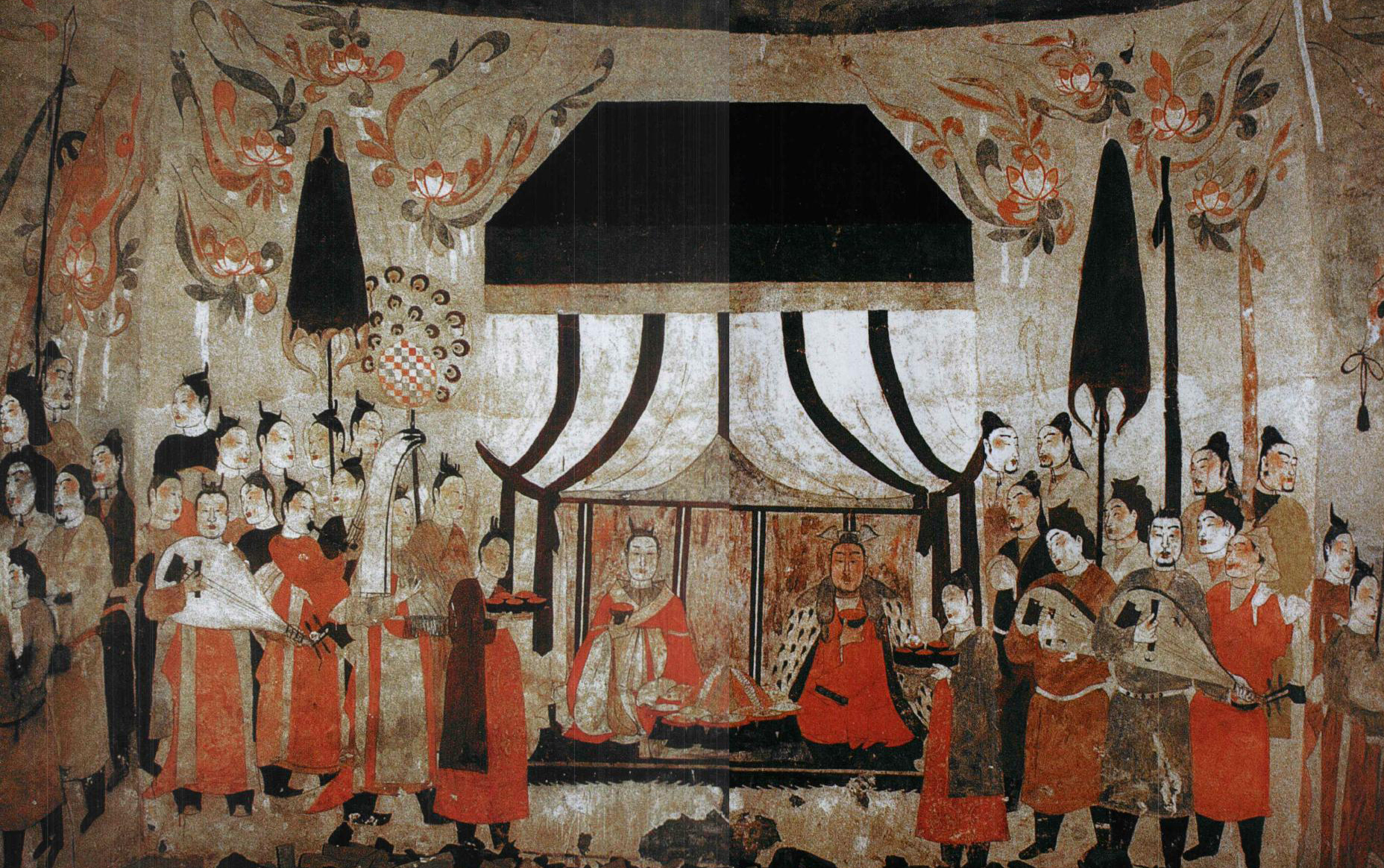
Un mural de la tomba de Xu Xianxiu a Taiyuan, a la província de Shanxi, datat del 571 dC, que mostra músics de la cort. Els homes toquen instruments de corda i una dona toca un konghou (arpa).

Les evidències arqueològiques indiquen que la música es va desenvolupar en un període molt primerenc de la història de la Xina. A les excavacions de Jiahu (Comtat de Wuyang, Henan) s'hi van trobar flautes d'os datades de fa 8.000 anys i a les excavacions de la cultura Hemudu a Zhejiang i Banpo s'hi van trobar diversos xun (instruments musicals fets d'argila) amb 6.000 anys d'antiguitat.
Durant la dinastia Zhou es va establir un sistema formal de música i dansa cerimonial per la cort que més tard es va anomenar yayue ("música/dansa elegant"). Cal notar que en aquella època la música i la dansa eren considerats part d'un mateixa cosa. La música a la dinastia Zhou va ser concebuda com una manifestació cosmològica del so de la natura integrada a l'ordre universal binari del yin i el yang, i aquest concepte va influenciar més tard al pensament xinès amb relació a la música. Al segle VII aC ja existia a la Xina un sistema tonal pentatònic.
Els filòsofs xinesos van desenvolupar idees diferents sobre la música. Per Confuci, una forma correcta de música és important pel cultiu i refinament de l'individu, i el confucianisme considera el ja esmentat yayue com a mètode per alçar la moral i com a símbol d'un bon govern. Tanmateix, el confucianisme va considerar que algunes formes populars de música corrompien. D'altra banda, Mozi va condemnar fer música, i a la seva obra En contra de la música (非樂) va considerar-la una extravagència sense cap propòsit útil i que pot ser nociva. Pel que fa a Menci, un governant poderós una vegada li va preguntar si era moral preferir la música popular als clàssics. La resposta del filòsof fou que només importava que el governant estimés els seus temes.
A l'antiga Xina l'estat social dels músics era molt més baix que el dels pintors, tot i que la música era vista com un element central a l'harmonia i la longevitat de l'estat. Pràcticament tots els emperadors van voler recopilar les cançons populars del seu temps, enviant agents pel país per tal de complir aquesta tasca. Un exemple d'aquestes compilacions és del Confucianist Clàssics, El Clàssic de poesia, llibre que va recopilar una gran quantitat de cançons populars d'entre els volts del 800 aC i els volts del 400 aC.

### De la dinastia Qin a la dinastia Qing
Durant la el dinastia Qin (221–207 aC) es va establir l'Agència de Música Imperial, que va expandir-se considerablement sota el mandat de l'emperador Han Wudi (140–87 aC), que va assignar a l'agència la responsabilitat de supervisar la música de la cort i la música militar, i de determinar quina música popular havia de rebre reconeixement oficial. En les dinasties subsegüents, el desenvolupament de la música xinesa va ser influït per les tradicions musicals de l'Àsia central i de la música índia. Instruments originaris de l'Àsia central com ara la pipa va ser adoptats a la Xina.
L'obra més antiga encara conservada de la música de la Xina és el Youlan (幽蘭) o l'Orquídia Solitària, composta durant el segle VI o VII, però que a vegades ha estat atribuïda a Confuci.
Al llarg dels segles els músics xinesos han desenvolupat un gran assortiment d'instruments i de maneres de tocar-los. Alguns d'aquests instruments són totalment autòctons, com ara el guzheng i el dizi, i altres estan basats en instruments típics de l'Àsia central, com en el cas de l'erhu i la pipa.
La influència de la música europea a la Xina va començar l'any 1601 quan el missioner jesuïta Matteo Ricci va presentar un clavicèmbal a la cort imperial Ming i va ensenyar a quatre eunucs com es tocava. Posteriorment, i sobretot a partir de la dinastia Qing, la música occidental va anar influint cada cop més en la música de la Xina.

### A la República de la Xina (1912–1949)

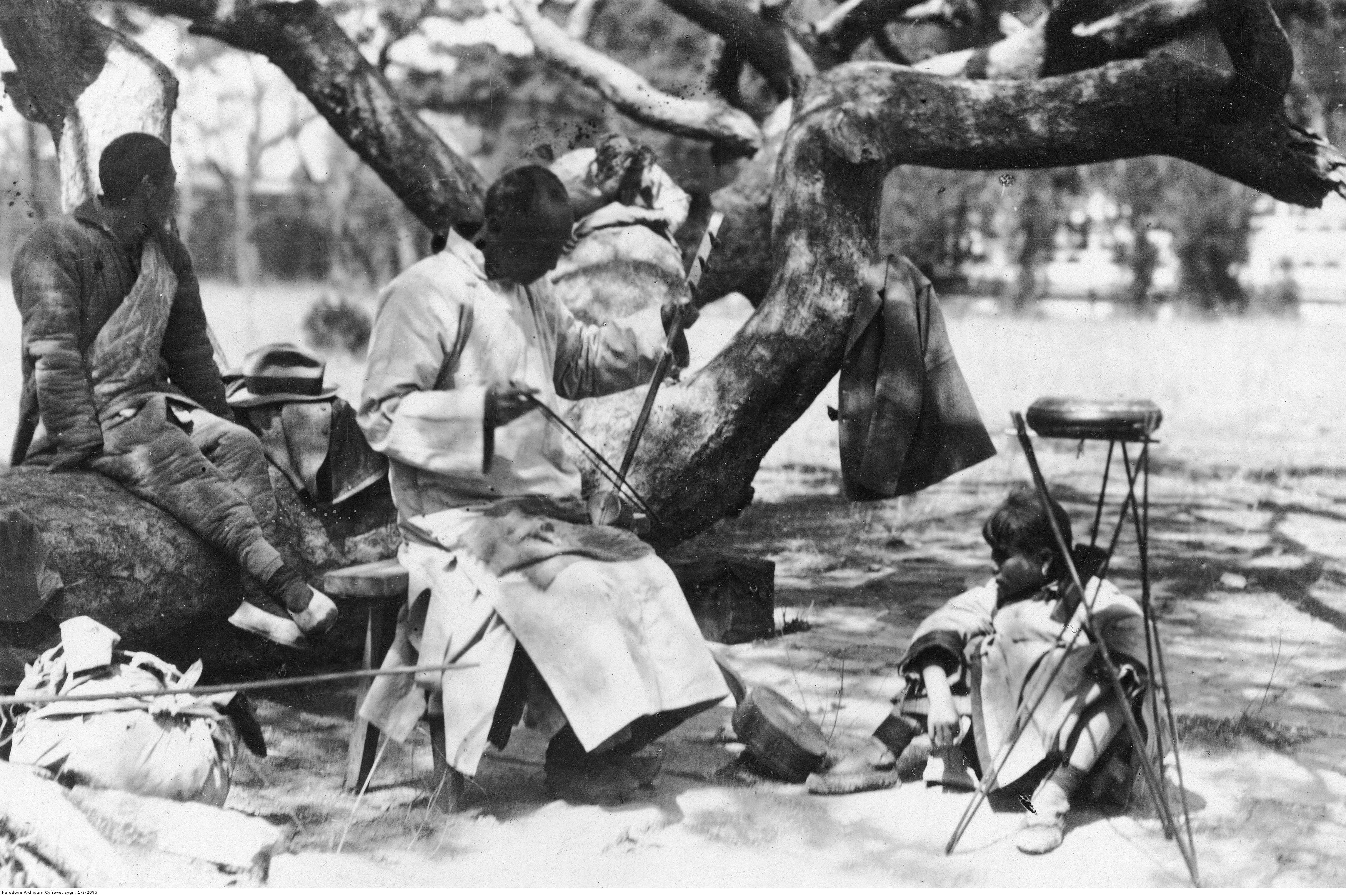
Músic de carrer xinès cec (Pequín, 1930).

El Moviment per la Nova Cultura dels anys 1910 i 1920 va generar interès per la música occidental. Diversos músics xinesos van anar a l'estranger per tal d'estudiar la música clàssica occidental, fet que va impactar en el sistema de notació musical xinès. El Guomindang va intentar patrocinar adopcions de música moderna a través del Conservatori de Xangai malgrat la crisi política que regnava al país. Alguns filòsofs de la primera meitat del segle XX com Xiao Youmei, Cai Yuanpei, Feng Zikai i Wang Guangqi van advocar adaptar la música xinesa al millor estàndard possible, tot i que hi havia discrepàncies amb relació a quin era aquest estàndard.
Les ciutats més importants de la Xina van fundar orquestres simfòniques per actuar en auditoris i a través de canals de ràdio. Alguns dels intèrprets van afegir a la música tradicional xinesa influències de jazz i instruments com ara xilòfons, saxofons i violins, entre d'altres. Entre els intèrprets i compositors més notables d'aquest període hi ha Lü Wencheng, Qui Hechou, Yin Zizhong i He Dasha.
Als anys 1920 va sorgir a Xangai, un gènere popular de música anomenat Shidaiqu, fusió de la música popular xinesa i la música popular occidental. Li Jinhui és considerat el fundador d'aquest gènere, que prosperà als anys 1930 i 1940 de la mà de Zhou Xuan, Li Xianglan i Yao Lee entre d'altres.
Després del Fòrum de Yan'an de 1942, a les àrees sota control comunista es va endegar una gran campanya per crear cançons revolucionàries a partir de la música popular, cercant adoctrinar la població rural (en gran part analfabeta) en els objectius del partit comunista. La música considerada supersticiosa o antirevolucionària va ser censurada i es van afegir harmonies i línies de baix a les cançons tradicionals. N'és un exemple la cançó popular del nord Shaanxi titulada L'Orient és roig, que va ser adaptada per convertir-se en un himne nacionalista. D'aquest període en destaca el compositor Xian Xinghai, autor de la Cantata del riu Groc.

### Segona meitat del segle XX
L'edat daurada del shidaiqu i de les Set grans estrelles del cant va arribar a la seva fi amb la classificació de la música popular xinesa com a "música groga" (pornografia) per part del partit Comunista. Els maoistes van catalogar la música popular com una forma decadent d'art i, durant la Revolució Cultural, van promoure la música revolucionària com a únic gènere acceptable. Aquest fet va disparar la producció de música revolucionària a la República Popular, tendència que tot i haver afluixat encara perdura avui en dia a la Xina continental.
Després de les protestes de la plaça de Tian'anmen de 1989 va emergir de la mà dels opositors l'estil musical anomenat xibeifeng (xinès tradicional: 西北風, xinès simplificat: 西北风, pinyin: xīběifēng, literalment 'mestral'). Aquesta música va evolucionar al rock xinès, que es va popularitzar a la dècada del 1990. Tanmateix, la música de la República Popular de la Xina està fortament controlada pels mitjans públics de comunicació i la censura del partit Comunista, fet que va permetre controlar aquesta popularització.

### Segle XXI
Avui en dia la música rock xinesa es concentra principalment a les grans ciutats i una té influència molt limitada sobre societat xinesa.
Pel que fa a la pirateria, actualment la Xina continental té un índex de pirateria alt, causat en part per esquivar els retards causats pel procés de censura. El mercat modern no és només obstaculitzat per assumptes de drets d'autor, sinó també per qüestions econòmiques.
L'any 2015 el mercat de música digital de la Xina va rondar els 2.100 milions de dòlars estatunidencs, fet que situa el país asiàtic en la 14a posició en el rànquing mundial d'estats en volum de mercat. S'espera però que en els propers anys escali posicions fins a arribar al capdamunt de la llista.